# 海徳海山
海徳海山（かいとくかいざん）は日本・小笠原諸島に位置する海底複式火山。

## 地理
父島の南西150 kmおよび硫黄島の北146 km北に位置する海徳海山は、3つの峰からなる海底火山である。南にある2つの峰（西が西海徳場、東が東海徳場と呼ばれる）は山体の最高点を成し、それぞれ標高は−95 mおよび−100 mである。西海徳場は非噴火性火山であり、山頂が平坦な成層火山構造をとる。噴火山である東海徳場は、山頂に活火山スコリア丘を持つカルデラである。北側の山頂は、山頂深度が約−506 mで、玄武岩質の溶岩が押し出されたものと考えられている。

### 構成
北側の頂は玄武岩質であるが、1984年の東海徳場による軽石はデイサイト質であった。

## 地質
海徳海山を含む火山列島は伊豆・小笠原・マリアナ島弧の一部を成し、太平洋プレートがフィリピン海プレートの下に沈み込むことで形成される。

## 活動

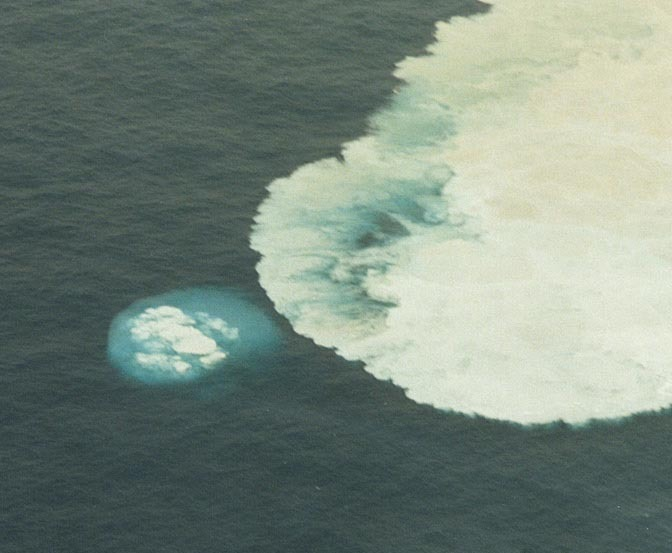
海徳海山から漂流する軽石（1984年3月15日）

海徳海山の噴火は1543年、1984年、2001年及び2022年に記録されており、中でも1984年の噴火が最もよく記録されている。これらはすべて比較的弱い噴火であり、火山爆発指数はいずれも0である。海徳海山は海上保安庁によって監視されている。

### 1984年噴火
1984年3月7日、海上保安庁によって海徳海山付近で変色した水が報告された。翌日、海徳海山から岩石の噴出が記録されたが、いずれも海水面には届かなかった。3月16日、黒い岩礁らしきもの海面から1 ｍ位出ていた。3月23日、噴出が海水面を突破し、高さは約160 ｍに達した。3日後、噴出は穏やかになり、水面下に戻った。7月には完全に鎮静化した。

#### 化学組成
1984年3月の噴火後、回収された軽石の組成は二酸化ケイ素62.3%（SiO
2）、酸化ナトリウム5.2%（Na
2O）および酸化カリウム1.4%（K
2O）であった。回収された変色水7サンプルは水素イオン指数（pH）7.8-8.11を示し、いずれも塩基性であった。また同サンプルにおいて鉄（Fe）濃度は0.01-0.32 mg/Lの間を取り、二酸化ケイ素（SiO
2）濃度は0.37-0.58 mg/Lであった。

#### 奇妙な雲

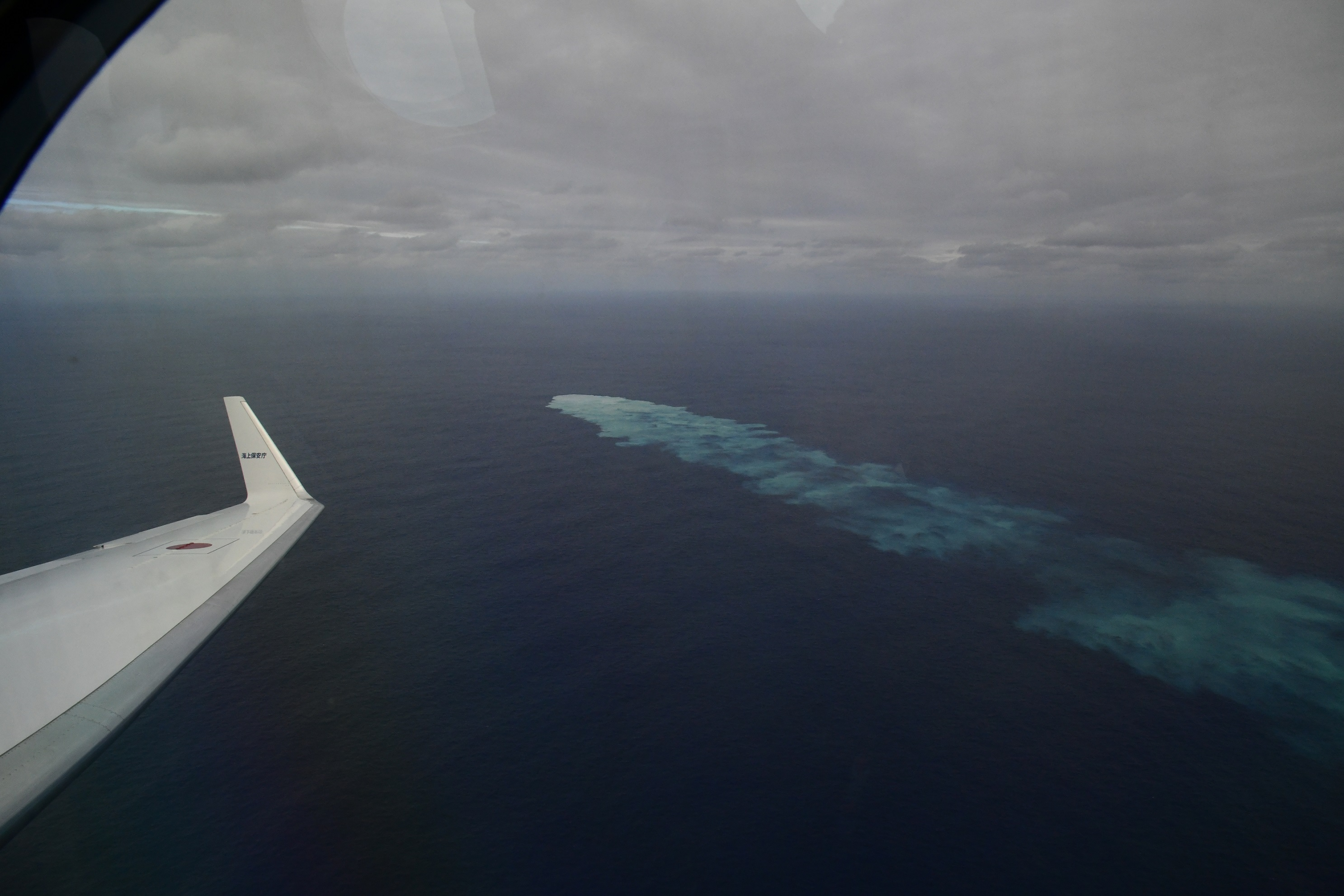
拡散する軽石漂流物（2022年11月25日）

1984年4月9日、日本沖180マイルで別々の飛行機乗務員によって目撃された「奇妙な雲」は同時期噴火していた海徳海山に関連したものだと考えられていた。その後の調査で、雲は海徳海山とはおそらく無関係であり、「自然現象あるいは人工的な爆発」による可能性が高いと示された。

### 2022年
2022年8月・10月・11月・12月の複数月にわたって海徳海山の活動が確認された。8月には変色水のみが確認されたが、10月および12月には岩石が海水面まで押し出され、12月には軽石群が火口から10 km先まで流れ着いた。12月の活動は年明けまで続いた。

## 画像

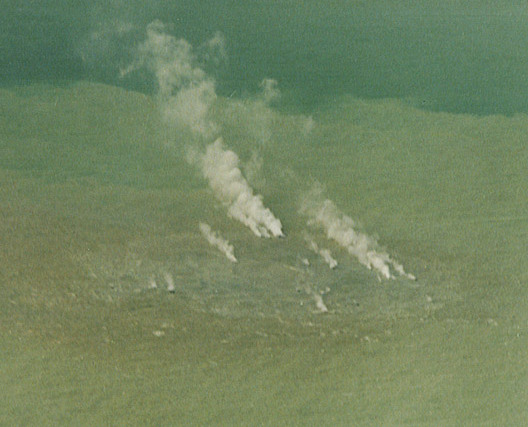
浮遊する軽石から立ち上がる水蒸気（1984年3月19日）
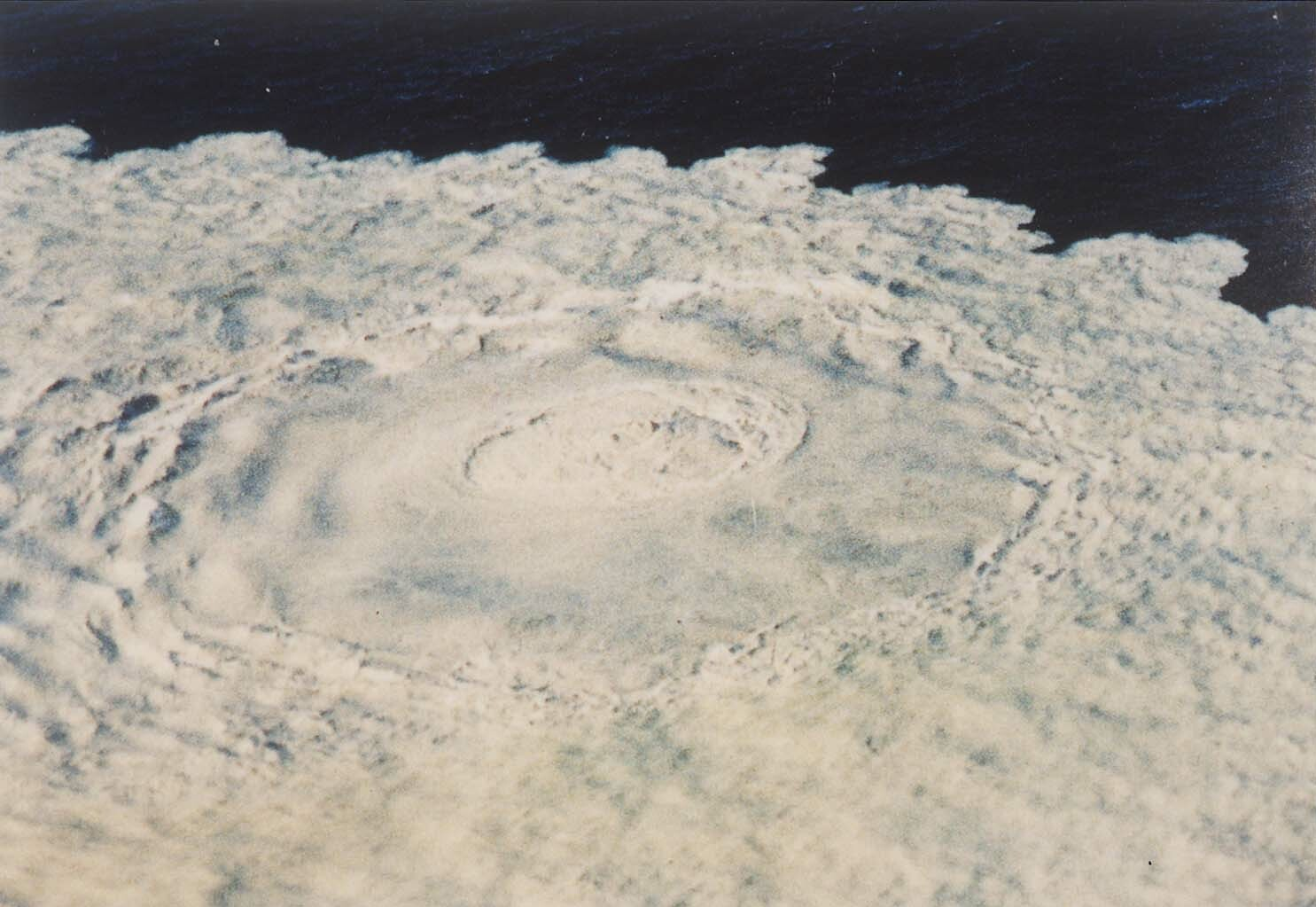
軽石を噴出する海徳海山（1984年3月29日）
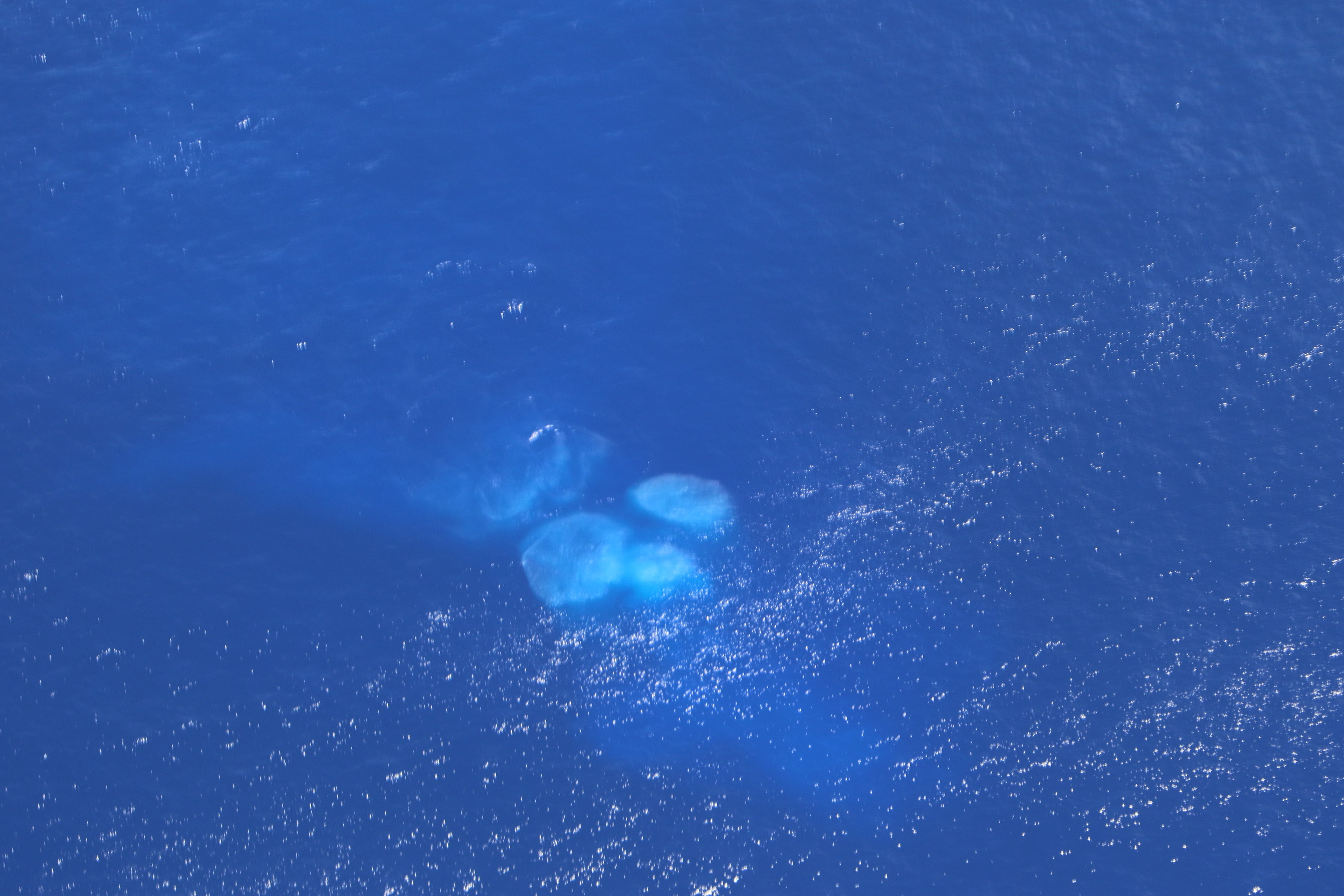
東海海山周辺の変色水（2022年8月28日）